# Aeschylia
Aeschylia is een geslacht van vliesvleugeligen uit de familie Pteromalidae. De wetenschappelijke naam van dit geslacht is voor het eerst geldig gepubliceerd in 1929 door Girault.

## Soorten
Het geslacht Aeschylia omvat de volgende soorten:
- Aeschylia latiscapus Girault, 1929
- Aeschylia mira Boucek, 1988
- Aeschylia picta Boucek, 1988